# Delicate (Taylor Swift)
Delicate è un singolo della cantante statunitense Taylor Swift, pubblicato il 12 marzo 2018 come sesto estratto dal sesto album in studio Reputation.

## Promozione e pubblicazione
Il 5 marzo 2018, la Swift ha annunciato che il video musicale di Delicate sarebbe stato presentato agli iHeart Radio Music Awards l'11 marzo. Il giorno successivo è stata mandato alla Hot adult contemporary radio e alla contemporary hit radio prima di un rilascio radiofonico il 20 aprile in Italia e nel Regno Unito.

## Descrizione
Il brano è stato scritto dalla stessa Swift, Max Martin e Shellback e prodotto dagli ultimi due. Musicalmente, è considerato una "canzone d'amore elettropop". La cantante ha usato un vocoder per creare un sound emozionante e vulnerabile. Ha spiegato che la canzone riguarda "cosa succede quando incontri qualcuno che vuoi davvero nella tua vita e poi inizi a preoccuparti su cosa ha sentito su di te prima di incontrarti" e l'ha inoltre chiamata come il primo punto vulnerabile dell'album Reputation. Il concetto principale della canzone è che una nuova relazione è sensibile e delicata nel primo periodo. La Swift in Delicate non dà alcuna attenzione ai media e si concentra completamente sull'essere sicura di star gestendo una nuova relazione nel modo giusto. Vuole disperatamente non offendere il suo lui ed essere sicura che nulla di ciò che fa lo spaventi o faccia diminuire il suo tempo con lui.

## Successo commerciale

### America
Negli Stati Uniti, Delicate è stata definita una sleeper hit, debuttando all'84ª posizione della Billboard Hot 100 dopo la sua pubblicazione come singolo. È salita alla 66ª posizione la settimana seguente, per poi raggiungere il suo picco alla 12ª, rendendo Reputation il primo album a produrre cinque canzoni arrivate in top twenty da 1989 della stessa Swift. Inoltre, nella settimana datata 11 agosto, la canzone ha completato la sua ventunesima settimana di permanenza in classifica, divenendo il brano proveniente da Reputation a trascorrere più settimane nella Hot 100, totalizzando infine 35 settimane. Billboard ha notato che, rispetto ad altri singoli dell'album, che hanno subito raggiunto il loro picco per poi crollare, Delicate è stato un successo radiofonico a crescita lenta. È stato definito il più grande successo radiofonico dell'album superando Look What You Made Me Do. Ha esordito alla 24ª posizione della Adult Contemporary, registrando il debutto più alto della settimana. Successivamente ha raggiunto la vetta, diventando il primo singolo da Reputation a riuscirci, trascorrendo dieci settimane in cima alla classifica. È diventato in seguito la canzone femminile solista del decennio a trascorrere più tempo nella classifica grazie a 54 settimane. Delicate è entrata al numero 32 della Mainstream Top 40 e al numero 37 della Adult Top 40, diventando il primo singolo di Reputation ad arrivare al vertice di entrambe le classifiche.
Dopo la pubblicazione di Reputation, la canzone ha debuttato alla 98ª posizione della Billboard Canadian Hot 100 per poi uscire dalla classifica la settimana seguente. Dopo essere stata ufficializzata come singolo, è rientrata alla 44ª posizione, diventando la quinta canzone consecutiva del disco ad entrare nella top 50 canadese. La settimana successiva è salita alla 38ª posizione, raggiungendo poi la 20ª posizione.

### Europa
La canzone ha esordito all'87ª posizione nel Regno Unito, prima di raggiungere la 45ª. In Islanda Delicate ha raggiunto la 3ª posizione nella rispettiva classifica, segnando l'unico paese europeo in cui la canzone si è spinta fino alla top five.

### Oceania
In Australia ha debuttato alla 56ª posizione ed è poi arrivata alla 28ª. In Nuova Zelanda Delicate ha raggiunto la 33ª posizione.

## Video musicale
Il videoclip, diretto da Joseph Kahn e girato al Millennium Biltmore Hotel di Los Angeles, è stato pubblicato il 12 marzo 2018.
Nel video, la pop star di 28 anni si libera dallo scrutinio dei riflettori diventando invisibile, permettendole di ballare come se nessuno guardasse. C'è un graffito "Traccia 5" scritto all'interno di una stazione della metropolitana. "Delicate" è la quinta canzone dell'album Reputation.
Ci sono anche le scritte "It's Delicate" e "Reputation" spray dipinte sulle porte del garage mentre Swift danza in un vicolo. Le parole "echi dei tuoi passi" appaiono sul lato di un altro garage. Nella canzone, l'artista canta, "Long night with your hands up in my hair/Echoes of your footsteps on the stairs/Stay here, honey, I don't wanna share." Inoltre, c'è un altro estratto in cui Swift canta "Dive bar nell'East Side, dove sei?": Swift entra in un bar chiamato Golden Gopher vicino alla fine del video.
C'è anche un leggero cenno del capo al suo all'epoca fidanzato Joe Alwyn nel video: quando Swift balla sotto la pioggia lungo il vicolo, passa un cartello che recita "Joe's Deli".

## Tracce
Download digitale
1. Delicate – 3:52

Spotify Singles
1. Delicate (Recorded at The Tracking Room Nashville) – 3:48
2. September (Recorded at The Tracking Room Nashville) – 3:07

## Delicate (Taylor's Version)
Nell'agosto 2019 Taylor Swift ha annunciato che avrebbe registrato nuovamente i suoi primi sei album in seguito alla vendita dei diritti della Big Machine all'imprenditore statunitense Scooter Braun, aggiungendo l'11 febbraio 2021 che le nuove registrazioni avrebbero manutenuto i titoli originari ma con l'aggiunta della dicitura Taylor's Version tra parentesi al fine di sottolineare il possesso della registrazione.
Il brano Delicate (Taylor's Version) è stato presentato a sorpresa in anteprima nel sesto episodio della seconda stagione della serie televisiva L'estate nei tuoi occhi. Si tratta del primo brano dell'album Reputation (Taylor's Version) ad essere incluso in una serie televisiva.